# ところざわのゆり園

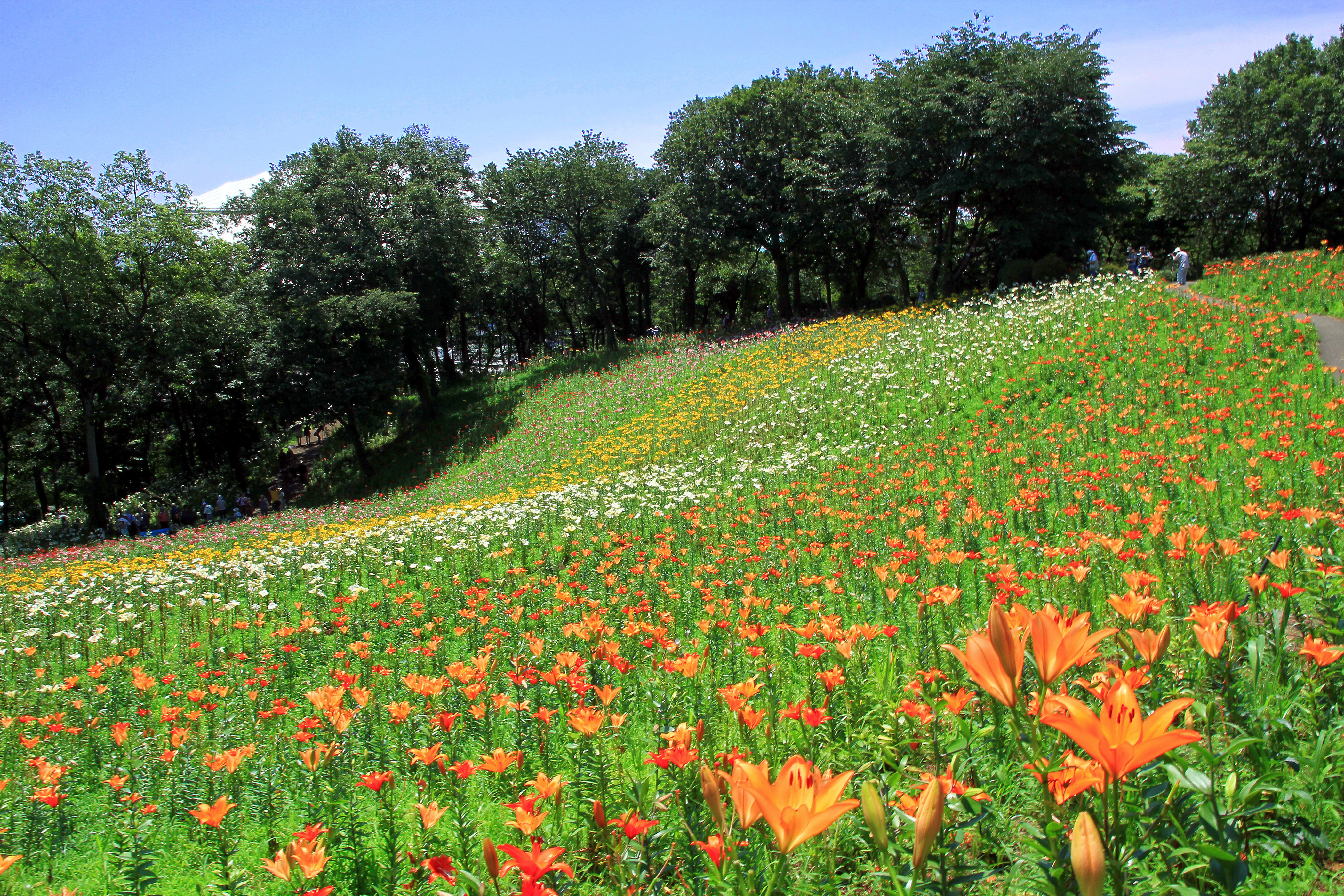
ゆり園に咲くスカシユリ

ところざわのゆり園（ところざわのゆりえん）は、埼玉県所沢市上山口にある西武鉄道株式会社が運営するレジャー施設の名称。毎年6月上旬（もしくは5月下旬）から7月中旬（または上旬）のみ営業している。
毎年期間中、30,000 m2の自然林に咲く45万株の百合の花が、家族連れなど多くの来園者を楽しませている。

## 概要
2005年6月4日『ユネスコ村自然散策園・ゆり園』としてオープン。当時はユネスコ村大恐竜探検館との並行営業だったため、ユネスコ村の名前を冠していた。2006年9月30日にユネスコ村大恐竜探検館が閉館になるとともに、2007年度よりユネスコ村の冠名称がとれ『ゆり園』と表記を変更、その後2011年度頃より『ところざわのゆり園』と表記を再度変更して現在に至っている（大抵は『ゆり園』のみ表記することが多い）。
狭山丘陵の地形を生かした約30,000 m2の園内に、早咲きのスカシユリや、遅咲きのハイブリッド種などおおよそ50品種・約45万株のユリが咲く。散策コースは2種類あり、花を眺めながら森林浴などが楽しめる。また、園内3か所に休憩所を設置している。
また、毎年営業期間中、ユリの販売を行っている（一部特売品もある）。
2020年は新型コロナウイルス感染症の流行の影響により休園となり、以降、2024年現在まで営業再開しておらず、そのまま閉園したのかどうかも不明である。

### 散策コース
- 自然散策コース（園内一周、約1000 m[3]）
- らくらく観賞コース（約100 m）

それぞれ、2か所に回避コース（約200 m）もある。

## データ
- 営業期間　毎年6月上旬〜7月中旬

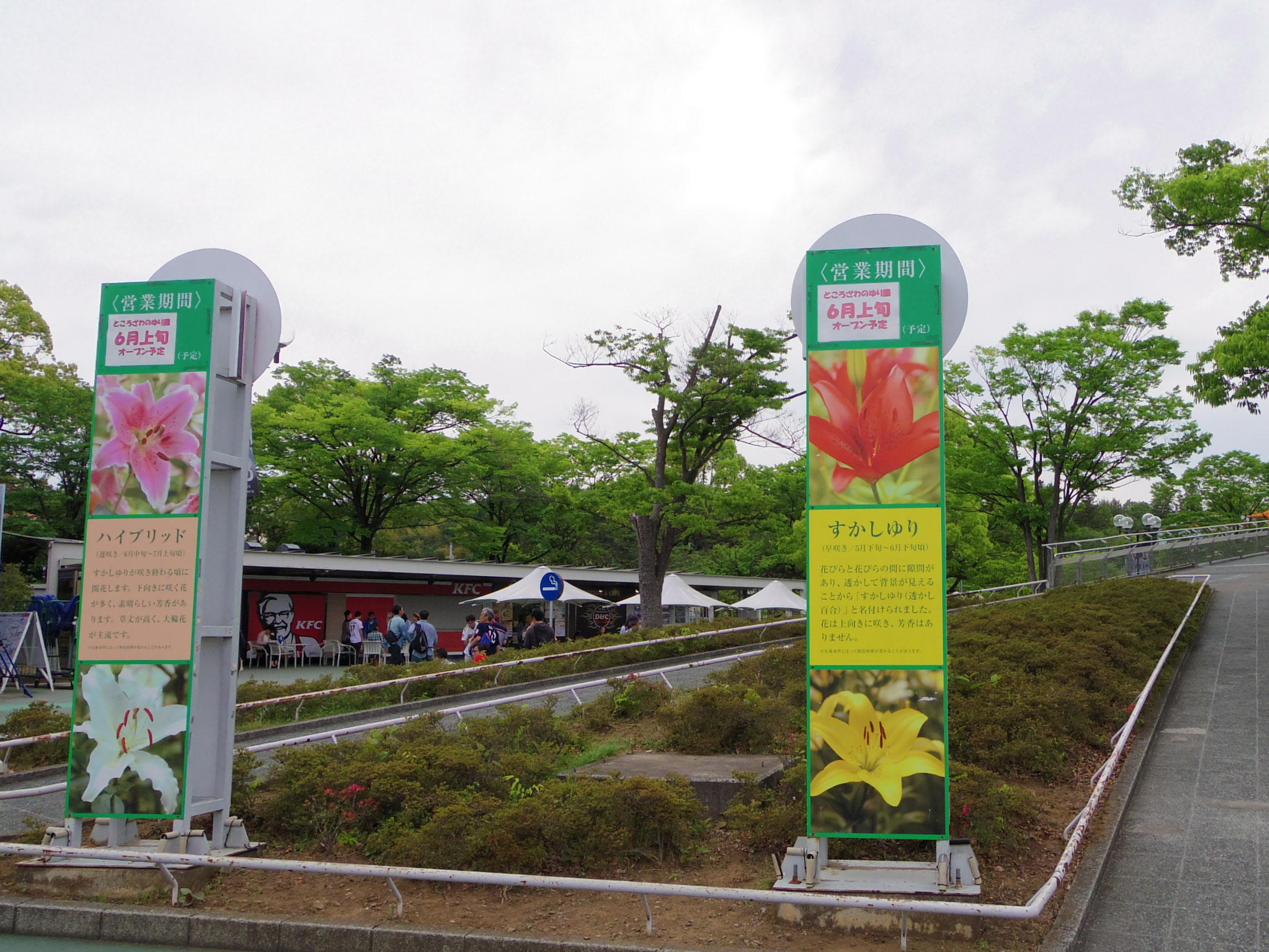
ゆり園の入口看板

- 営業時間　午前9時〜午後5時（最終入場は午後4時30分）
- 入園料　おとな 1,100円、こども 350円
- ペットの入園可能[3]

### 交通アクセス
- 西武狭山線・山口線（レオライナー）西武球場前駅下車徒歩3分
- 関越自動車道所沢インターチェンジから約12 km、首都圏中央連絡自動車道入間インターチェンジから約12 km

## 備考
- かつて人気行楽地として親しまれたユネスコ村の跡地の一部を利用して営業している。なお、2006年まで営業していたユネスコ村大恐竜探検館時代の名残で恐竜像が2008年まで残っていた。
- ゆり園では毎年フォトコンテストを開催しており、園内で撮影された花の写真の応募が多数ある。「すかしゆり」「ハイブリッド」とそれぞれの部門があり、入賞者には豪華賞品が贈呈される。また、コンテストに応募された写真は園内にも展示される。
- 2010年11月、ゆり園を含む旧ユネスコ村一帯、西武園ゆうえんち、西武ドーム（現：ベルーナドーム）などからなる西武園エリアのネーミングを西武鉄道が運営するコミュニティサイトで募集した際に同エリアのネーミングが「所沢西武 アッハの森」となった[5]（2021年 西武園ゆうえんちのリニューアルに伴い、同名称の使用は終了）。